# Эффект ценности денежных знаков
Эффект ценности денежных знаков (достоинства монет или купюр, англ. denomination effect) — одно из когнитивных искажений в отношении денег, при котором люди с большей вероятностью потратят деньги в мелких купюрах, чем такую же их сумму в крупных. Относится к эффектам обрамления. Эффект впервые описан в работе Прийи Рагубир (Priya Raghubir) и Джойдипа Шривастава (Joydeep Srivastava) «Denomination Effect» в 2009 году.
В эксперименте, проведённым авторами работы, студентам университета дали по доллару: в первом случае одной купюрой, в другом — монетами по 25 центов. Затем студентам предложили либо сохранить эти деньги, либо потратить на покупку конфет. Как и было предсказано теорией, студенты, которым дали монеты, с большей вероятностью тратили деньги, чем те, которые получили целый доллар.